# Zeche Erbenkampsbank
Die Zeche Erbenkampsbank ist ein ehemaliges Steinkohlenbergwerk in Essen-Bredeney. Das Bergwerk wurde als Nachfolgebetrieb der Zeche Bauernberg gegründet und war zwischen 1805 und 1875 mit mehreren Unterbrechungen in Betrieb. Die Zeche Erbenkampsbank gehörte zu den Gründungsmitgliedern des Vereins für Bergbauliche Interessen.

## Geschichte

### Das Vorgängerbergwerk
Die Zeche Bauernberg, auch Bauernberger Kohlenbergwerk genannt, war der Vorgängerbetrieb der Zeche Erbenkampsbank. In der ersten Hälfte des 18. Jahrhunderts wurde, wenn die Feldarbeit ruhte, auf dem Bergwerk Abbau betrieben. Im Jahr 1786 wurde durch den Abt von Werden die Konzession auf das Tiefste erteilt.  Im Anschluss daran wurde vermutlich weiter Abbau betrieben. Um das Jahr 1805 Übergang in den Nachfolgebetrieb Zeche Erbenkampsbank.

### Die weiteren Jahre als Erbenkampsbank
Im Gründungsjahr 1805 umfasste die Berechtsame ein Flöz mit 36 Zoll Mächtigkeit. Im Jahr 1807 wurde der Abbau am Schacht 7 betrieben – dieser Schacht lag im Kruppwald südwestlich der Villa Hügel. Im Jahr 1881 wurde im Stollenbetrieb 2 gefördert. Zwischen 1815 und 1825 war das Bergwerk in Betrieb, 1820 wurde im Unterwerksbau abgebaut. Im Jahr 1830 erfolgte zunächst die Ausrichtung des Grubenfeldes, anschließend wurde auch Abbau betrieben. Im Jahr 1831 wurde das Bergwerk wegen Erschöpfung der Lagerstätte stillgelegt. Nach einer längeren Stilllegungsphase wurde im April des Jahres 1834 der Abbau wieder aufgenommen. Im Jahr 1836 wurde zunächst Kohle abgebaut, danach wurden jedoch nur noch Versuchsarbeiten durchgeführt. Im Jahr 1841 wurde nach anfänglichen Versuchsarbeiten ein Querschlag aufgefahren. Ab dem Juli des Jahres 1843 wurde erneut Abbau betrieben und ab 1845 wurde das Bergwerk in Fristen gesetzt. In den Jahren 1853 und 1855 wurde nachweislich erneut Abbau betrieben. Im Jahr 1862 waren die Vorräte über der Stollensohle fast abgebaut, vermutlich wurde danach zum Unterwerksbau oder zum begrenzten Tiefbau übergegangen. Das Bergwerk gehörte zu diesem Zeitpunkt zum Bergrevier Kettwig. In den Jahren 1863 und 1866 war das Bergwerk in Betrieb, 1865 wurde das Bergwerk erneut in Fristen erhalten. Im Jahr 1873 war das Bergwerk in Betrieb und wurde im Jahr 1875 erneut stillgelegt. Im Jahr 1887 konsolidierte die Zeche Erbenkampsbank mit der Zeche Dreifußbank zur Zeche Vereinigte Dreifußbank & Erbenkampsbank.

### Dreifußbank und Vereinigte Dreifußbank & Erbenkampsbank
Die Zeche Dreifußbank wurde seit dem Jahr 1866 in Fristen erhalten, die Berechtsame umfasste ein Längenfeld. Im Jahr 1868 wurde das Bergwerk wieder in Betrieb genommen und es wurden 121 Tonnen Steinkohle gefördert. In den Jahren 1871, 1873 und 1875 war das Bergwerk nachweislich in Betrieb. In den Jahren 1877 bis 1879 war das Bergwerk stillgelegt. Im Jahr 1880 erfolgte die erneute Wiederinbetriebnahme, es war ein Förderschacht vorhanden. Etwa ab dem Jahr 1882 wurde vermutlich in Fristen gearbeitet und im Jahr 1887 wurde die Zeche Dreifußbank erneut stillgelegt. Zwischen 1887 und 1904 konsolidierte die Zeche Dreifußbank mit der Zeche Erbenkampsbank zur Zeche Vereinigte Dreifußbank & Erbenkampsbank. Die Zeche Vereinigte Dreifußbank & Erbenkampsbank war nach der Konsolidation wahrscheinlich nicht in Betrieb. Im Jahr 1904 wurde die Berechtsame zur Zeche Langenbrahm zugeschlagen.

## Förderung und Belegschaft
Die ersten Belegschaftszahlen der Zeche Erbenkampsbank stammen aus dem Jahre 1820, damals waren 27 Bergleute auf dem Bergwerk angelegt, 1830 waren nur acht Bergleute angelegt. Die ersten Förderzahlen stammen aus dem Jahr 1834, mit neun Bergleuten wurden 16.786 Scheffel Steinkohle abgebaut. Im Jahr 1836 wurden 4361 ⅜ preußische Tonnen Steinkohle gefördert. 1841 sank die Förderung auf 17 ¾ preußische Tonnen. Im Jahr 1843 wurden 5550 Scheffel Steinkohle gefördert. Im Jahr 1861 wurden mit fünf Bergleuten 10.361 preußische Tonnen Steinkohle gefördert. 1867 wurden 25.796 Scheffel Kohle abgebaut. Die letzten bekannten Förder- und Belegschaftszahlen der Zeche Erbenkampsbank stammen aus dem Jahr 1870, mit fünf Bergleuten wurden 574 Tonnen Steinkohle gefördert. Nachdem das Bergwerk zu Vereinigte Dreifußbank & Erbenkampsbank konsolidiert worden war, wurden im Jahr 1871 mit 19 Bergleuten 1844 Tonnen Steinkohlen gefördert. Im Jahr 1873 sank die Belegschaftszahl auf 13 Bergleute, auch die Förderung sank auf nunmehr 1695 Tonnen. Weitere Förder- und Belegschaftszahlen des Bergwerks sind in den Unterlagen nicht genannt.